# Rue de Lourmel (Paris)
Pour les articles homonymes, voir Lourmel et Rue de Lourmel.
La rue de Lourmel est une rue du 15e arrondissement de Paris.

## Situation et accès
C'est une rue grossièrement d'axe nord-nord-est/sud-sud-ouest, presque rectiligne, située dans un quartier avec un plan essentiellement en damier entrecoupé de quelques obliques.
Elle naît boulevard de Grenelle, au pied du métro aérien Dupleix, et se termine au pied de la ligne de Petite Ceinture, au niveau de la rue Leblanc.
Elle est en sens unique de circulation nord-sud, sauf dans son dernier tronçon, où elle est à double sens.
Ses principales intersections sont l’avenue Émile-Zola (proche de la station Avenue Émile-Zola), la rue du Théâtre, la rue des Entrepreneurs (proche de la station Charles-Michel), la rue de la Convention (proche de la station Boucicaut) et l’avenue Félix-Faure (station Lourmel).
Elle est large d'une file de circulation plus deux files de stationnement sur le plus gros de son parcours, mais avec des décrochements nombreux dus à des changements successifs dans l'alignement réglementaire.
C'est une voie essentiellement consacrée à l'habitation et son extrémité nord est assez commerçante.
Son extrémité sud borde l'immeuble le Grand Pavois de Paris.

## Origine du nom
Elle rend hommage au général Frédéric Henri Le Normand de Lourmel (1811-1854), qui fut tué à la bataille d'Inkerman, qui fut emportée par les Franco-Britanniques sur les armées russes de Menchikov pendant la guerre de Crimée.

## Historique
C'est l’ancien chemin qui allait de la barrière de Grenelle à Issy-les-Moulineaux. Rue aménagée lors de la construction du quartier à la fin du XIXe siècle, elle résulte de la fusion en 1865 de la rue de Grenelle entre le boulevard de Grenelle et la rue de Javel et du « chemin des Marais » ou « des Vaches » pour le reste. Cette rue longeait l'hôpital Boucicaut.
Au no 77 se trouvait la chapelle orthodoxe Notre-Dame-de-Toute-Protection, fondée en 1935 par Marie Skobtsov, canonisée en 2004, et Dimitri Klépinine, lui aussi canonisé en 2004, et proclamé Juste parmi les nations. En 1935, Marie Skobtsov avait créé à cette adresse un foyer pour femmes isolées, devenu l'un des grands centres de l'organisation de l'immigration russe en France ; la voie située en face porte désormais son nom, la rue Mère-Marie-Skobtsov,.

## Bâtiments remarquables et lieux de mémoire

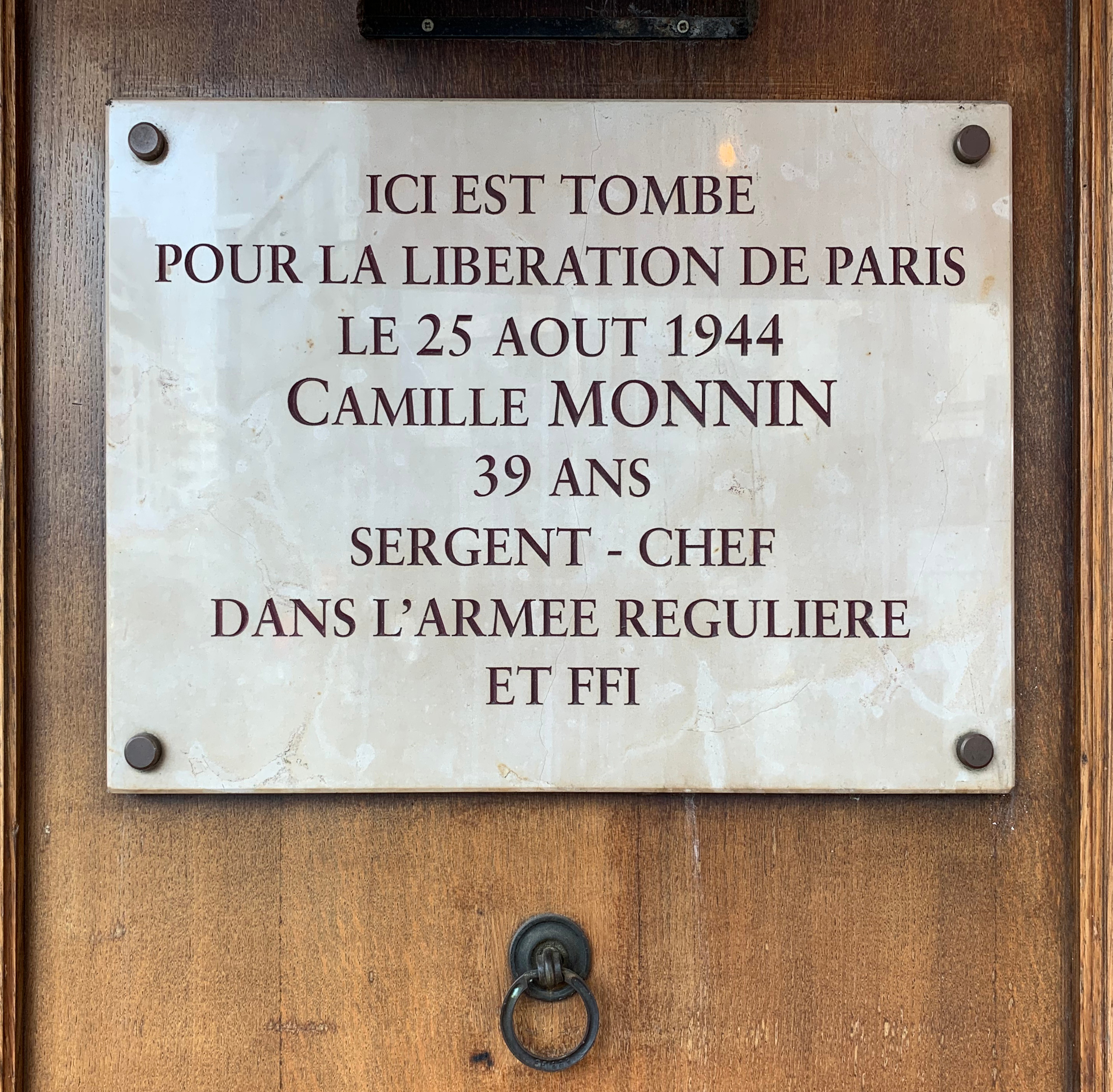
Plaque au no 1.

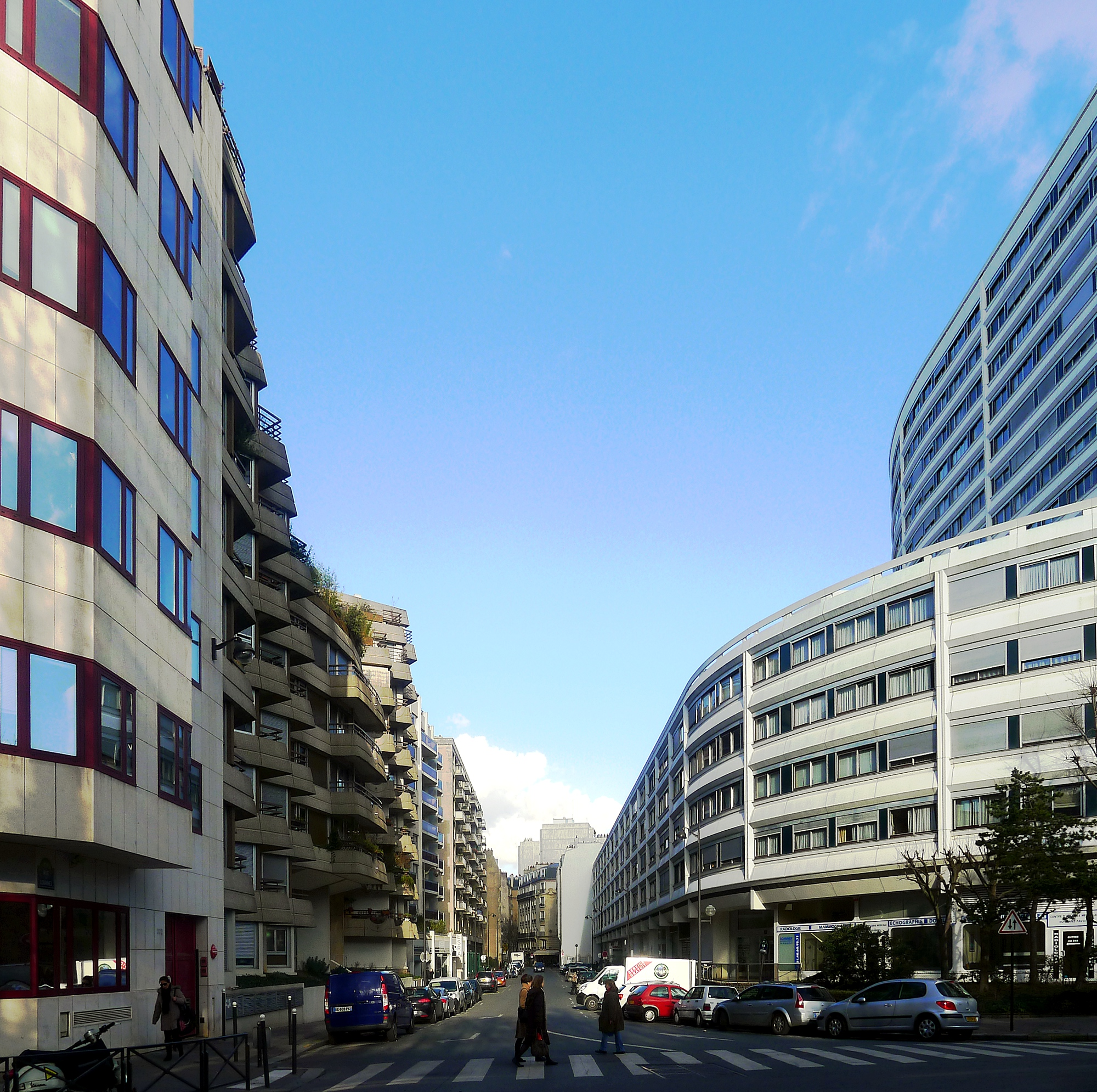
Rue de Lourmel à son extrémité sud ; à droite, le Grand Pavois de Paris.

- Au no 1 est apposée une plaque commémorative en hommage au résistant Camille Monnin, mort en août 1944 pour la libération de Paris.
- Au no 112, on trouve l'école Sainte-Élisabeth fondée par les Oblates missionnaires de l'Assomption. Le groupe scolaire comprend une école, un collège et un lycée privés catholiques.
- Au no 136, elle permet d'accéder à l'allée Marianne-Breslauer.

## Musique
Rue de Lourmel est le titre d'une composition du pianiste de jazz Jean-Pierre Mas. Ce titre figure sur l'album éponyme enregistré en février 1975 en duo avec le contrebassiste Cesarius Alvim.